# 藤久ビル東5号館
藤久ビル東5号館（とうきゅうビルひがし5ごうかん）は、東京都豊島区にあるビルである。

## 概要
このビルは2015年5月から2017年6月にかけて、約1,620 m2の駐車場跡地に建設された。
旗艦テナントとして丸善池袋店が2017年8月10日から2021年7月31日まで入居していた。
2023年10月31日には丸善が入居していたフロアにて東京都が事業主体となり、日本動画協会が運営するアニメーション専門の展示施設「アニメ東京ステーション」が開業した。

## 鉄道車両の展示
ビル内には3両の鉄道車両の前頭部が展示されている。これは、このビルの建設主である株式会社文英土地建物の社長をつとめる後藤文男の意向である。後藤はかつて鉄道趣味関連の出版社に勤め、雑誌『鉄道ファン』の編集を担当した経験がある他、鉄道書籍の作者としても知られており、京都で路面電車をまるごと1両入れたビルを見て「いつか自分のビルにも電車を入れたい」と考えていた。そこで、このビルの建築計画に合わせて私鉄で廃車になる車両を探していたところ、西武、京急、東急が候補に挙がり、完成の3年前から交渉を始めた。どの会社も鉄道事業者以外に車両を譲渡した例はほとんどなく、最初は難航したという。ビルの広さから1両まるごとは設置できないことから、前頭部のみにカットした上で車体の再塗装を施して搬入された。

### 展示車両
いずれも前頭部のみ。
- 西武2000系 クハ2098
- 京急800形 デハ812-6
- 東急7700系 デハ7702

当初は東武8000系も候補に上がっていたが、未更新車が当ビル建設時点で既に全て廃車になっていたため候補から外れた。

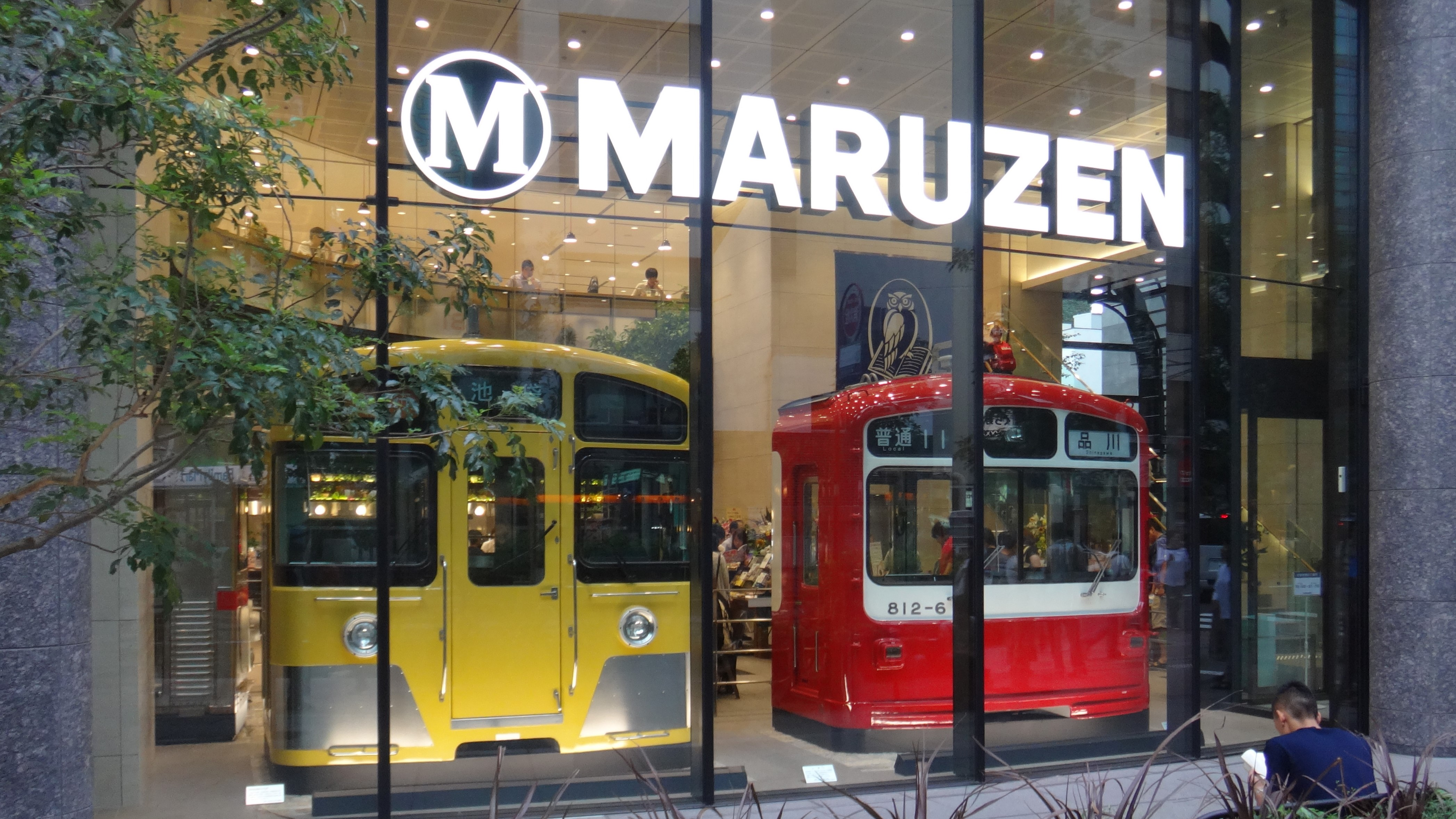
藤久ビル東5号館に展示されている西武2000系クハ2098と京急800形デハ812-6の前頭部